# Stichodactyla tapetum
Stichodactyla tapetum är en havsanemonart som först beskrevs av Wilhelm Hemprich och Ehrenberg in Ehrenberg 1834.  Stichodactyla tapetum ingår i släktet Stichodactyla och familjen Stichodactylidae. Inga underarter finns listade i Catalogue of Life.